# Heinz Peischl
Heinz Peischl (Ollersdorf im Burgenland, 9 december 1963) is een Oostenrijks voormalig voetballer en voetbalcoach die speelde als middenvelder.

## Carrière

### Club
Heinz Peischl leerde voetballen in zijn geboortestad bij SV Ollersdorf, en zijn eerste wedstrijden in de Bundesliga kwam in 1982 voor de oudste club van Burgenland, SC Eisenstadt. Na goede prestaties in Eisenstadt, kwam hij in 1985 bij SSW Innsbruck, waar hij ook de Oostenrijkse kampioenstitel won in 1989 en 1990 met de club die nu speelt als FC Swarovski Tirol onder trainer Ernst Happel. In 1989 maakte de middenvelder ook deel uit van Innsbruck's ÖFB Cup-winnende ploeg, die FC Admira/Wacker in de finale van 1989 in de derde poging versloeg. Na de wereldbeker van 1990 maakte Heinz Peischl ook zijn eerste optredens voor de Oostenrijkse nationale ploeg, het zou maar bij drie optredens voor zijn land blijven. Om zijn carrière af te ronden, verhuisde hij in 1992 naar de eerste divisieclub FC Stahl Linz, maar keerde al snel terug naar Innsbruck en won in 1993 opnieuw de ÖFB-Beker. In de daaropvolgende jaren speelde hij ook in Argentinië (CA San Lorenzo), Liechtenstein (FC Schaan) en voor de lagere divisieclub 1. Wiener Neustädter SC, voordat hij zijn actieve carrière beëindigde bij FC Tirol Innsbruck.

### Trainer
Van 1995 tot 1999 was Heinz Peischl assistent-coach en in 1997 kortstondig hoofdtrainer van FC Tirol Innsbruck, voordat hij in 2001 naar Zwitserland verhuisde en hoofdtrainer van FC Wil werd. Met de ploeg uit St. Gallen werd hij in 2001 kampioen van de tweedeklasse van de Nationale Liga B en promoveerde zo naar de Nationale Liga A. In 2002 verhuisde hij naar de eerste divisie ploeg FC St. Gallen, waar Heinz Peischl in 2005 ontslag nam na een reeks van nederlagen. Begin 2006 verving hij Urs Schönenberger, de succesvolle coach van FC Thun in de Zwitserse voetbalcompetitie. Op 6 maart 2007 werd Heinz Peischl ontslagen als trainer van FC Thun wegens "gebrek aan resultaten" (4 punten in 4 wedstrijden van de tweede ronde).
Van december 2007 tot de zomer van 2008 coachte Heinz Peischl ASK Schwadorf in de op één na hoogste Oostenrijkse divisie. Tussen maart 2009 en december 2010 was Heinz Peischl de assistent van Dietmar Constantini bij de Oostenrijkse nationale voetbalploeg, naast Manfred Zsak.
In december 2010 ging Peischl terug naar Zwitserland. Hij werd aangenomen als sportdirecteur van FC St. Gallen, een rol die hij tot 2015 uitoefende.

## Erelijst
- SC Eisenstadt
  - Mitrocup: 1984

- FC Swarovski Tirol
  - Oostenrijks landskampioen: 1989, 1990
  - Oostenrijks bekerwinnaar: 1989

- FC Tirol Innsbruck
  - Oostenrijks bekerwinnaar: 1993